# Amager Bakke
Amager Bakke (pol. Wzgórze Amager), także  Copenhill – elektrociepłownia i spalarnia odpadów na wyspie Amager, będącą częścią Kopenhagi, wykorzystująca biomasę w procesie kogeneracji, w celu uzyskania energii cieplnej oraz elektrycznej. Szczególną cechą obiektu jest trasa spacerowa oraz całoroczny stok narciarski o długości 370 m, zlokalizowane na dachu, a także największa ściana wspinaczkowa na świecie (85 m). Budynek zaprojektowało biuro projektowe Bjarke Ingels Group, które przy projektowaniu dachu zaangażowało biuro SLA Architects. Obiekt powstawał przez ponad 3 lata. Elektrociepłownię otwarto 30 marca 2017 r.

## Szczegóły techniczne
Koszt inwestycji wyniósł około 670 mln USD. Elektrownia może przetwarzać 400 000 ton odpadów komunalnych rocznie, ponadto jest w stanie produkować 63 MW energii elektrycznej i 157–246 MW energii cieplnej, w zależności od zapotrzebowania. Obiekt produkuje więcej czystej wody niż zużywa. Dzięki użytym technologiom możliwa była redukcja emisji siarki o około 99,5%, a NO x o około 95%. Uważana jest za najczystszą spalarnię na świecie. Komin elektrociepłowni emituje pierścień pary wodnej po każdej spalonej tonie odpadów.

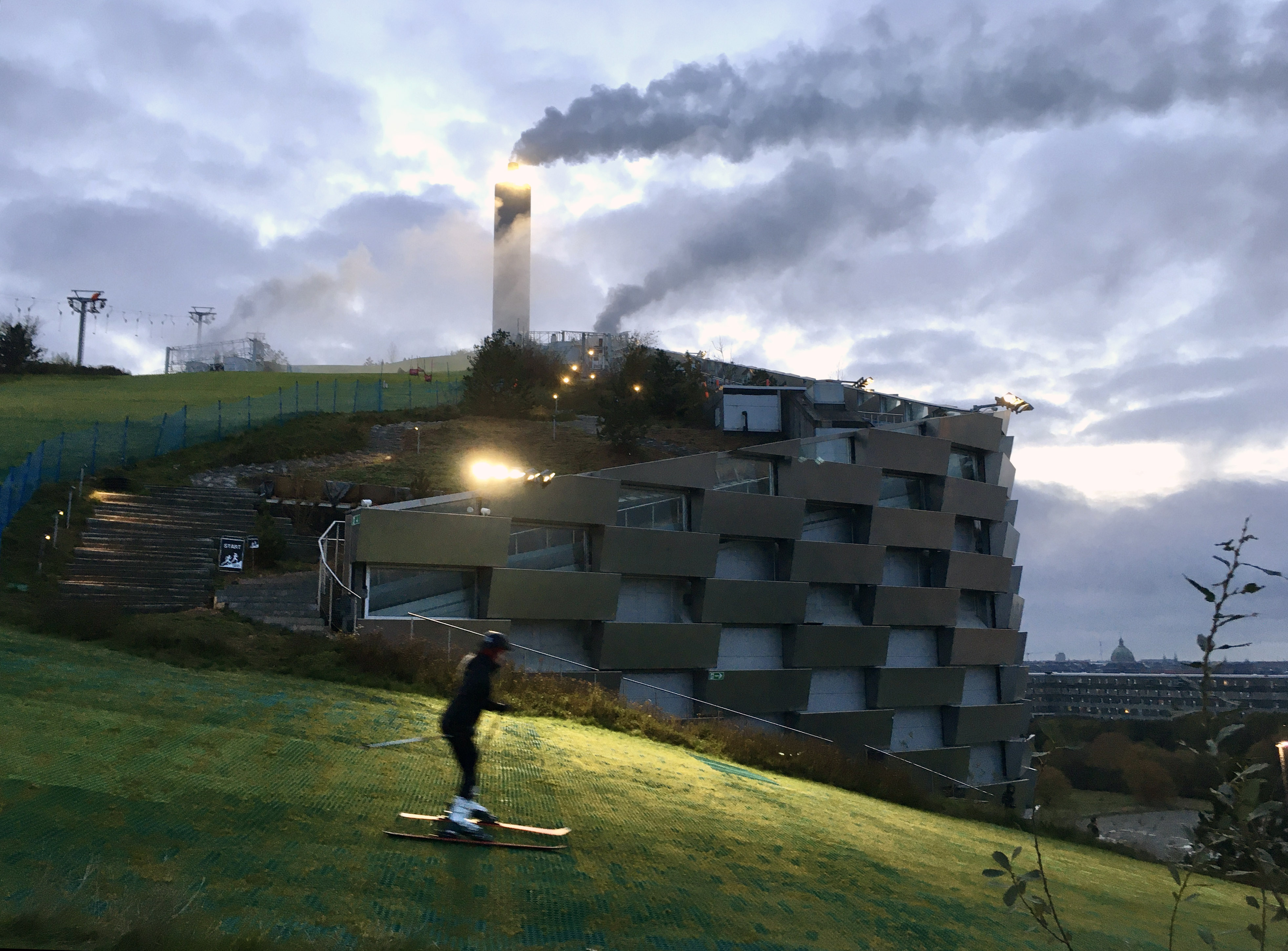
Jazda na nartach na Amager Bakke jest możliwa także poza sezonem zimowym.